# Highlight Communications
Die Highlight Communications AG mit Sitz in Pratteln ist ein börsennotierter Schweizer Medienkonzern. Das Unternehmen hält zahlreiche Beteiligungen in den Bereichen Film sowie Sport- und Event-Marketing. Im Geschäftsjahr 2012 lag der Umsatz bei 433 Millionen Schweizer Franken.

## Beteiligungen

### Im Filmsektor
Die Highlight Communications hält 100 Prozent an der Constantin Film AG.

### Im Sportsektor
100 Prozent der Aktien des Sportvermarkters Team Marketing befinden sich in Besitz der Highlight, zudem noch 79,18 Prozent der Sport1 Medien AG (ehemals Constantin Medien, zuvor EM.Sport Media AG davor EM.TV).

## Aktionärsstruktur
| Anteil  | Anteilseigner                      |
| ------- | ---------------------------------- |
| 52,94 % | Highlight Event & Entertainment AG |
| 16,88 % | Streubesitz                        |
| 11,11 % | Stella Finanz AG                   |
| 9,89 %  | Axxion S.A.                        |

Stand: 31. Dezember 2023